# 17Y busz (Debrecen)
A debreceni 17Y busz a Segner tér és a Határ út között közlekedett. Debrecen egyik fontos közlekedési csomópontját kötötte össze a város délnyugati részét átszelő Határ úttal, ahol leginkább ipari területeket, cégeket (FAG, Inter Tan-Ker Zrt, Hajdúkomm) érintette. A 17Y és a 171-es buszt július 1-jétől megszüntették, összevonásra került a 46-busz menetrendjével.

## Járművek
A viszonylaton Alfa Cívis 12 szólóbuszok közlekedtek.

## Útvonala
| Segner tér – Határ út:                  | Határ út – Segner tér:                  |
| --------------------------------------- | --------------------------------------- |
| - Segner tér - Kishegyesi út - Határ út | - Határ út - Kishegyesi út - Segner tér |

## Megállóhelyei

### Segner tér–Határ út
| menetidő | megállóhely neve      | átszállási kapcsolatok                                        |
| -------- | --------------------- | ------------------------------------------------------------- |
| 0        | Segner tér            | 13, 17, 17A, 20, 33, 34J, 35J, 35S, 36J, 351 2, 2A, 3, 3A, 3E |
| 2        | Kishegyesi út         | 17, 17A, 24, 25, 25Y, 26, 26Y                                 |
| 3        | Dorottya utca         | 17, 17A, 24, 25, 25Y, 26, 26Y, 46                             |
| 4        | Gyepüsor utca         | 17, 17A, 46                                                   |
| 5        | Építők útja           | 17, 17A, 42                                                   |
| 7        | Tegez utca            | 17, 17A, 42, 43                                               |
| 8        | Pósa utca             | 17, 17A, 46                                                   |
| 10       | Ipari park, bejáró út | -                                                             |
| 11       | Csalogány utca        | -                                                             |
| 12       | Hajdúkomm             | -                                                             |
| 13       | Salakos bekötőút      | -                                                             |
| 14       | Határ út              | -                                                             |

### Határ út–Segner tér
| menetidő | megállóhely neve      | átszállási kapcsolatok                                                         |
| -------- | --------------------- | ------------------------------------------------------------------------------ |
| 0        | Határ út              | -                                                                              |
| 1        | Salakos bekötőút      | -                                                                              |
| 2        | Hajdúkomm             | -                                                                              |
| 3        | Csalogány utca        | -                                                                              |
| 4        | Ipari park, bejáró út | -                                                                              |
| 6        | Pósa utca             | 17, 17A, 42, 43, 46                                                            |
| 8        | Építők útja           | 17, 17A, 42                                                                    |
| 9        | Gyepüsor utca         | 17, 17A, 24, 25, 25Y, 26, 26Y, 46                                              |
| 10       | Dorottya utca         | 17, 17A, 24, 25, 25Y, 26, 26Y, 46                                              |
| 11       | Kishegyesi út         | 12, 17, 17A, 24, 25Y, 26, 26Y, 45                                              |
| 13       | Segner tér            | 10, 10Y, 13, 14, 17, 17A, 20, 32, 33, 34J, 35J, 35S, 36J, 351 2, 2A, 3, 3A, 3E |

## Járatsűrűség
Hétköznap és tanszüneti napokon délelőtt, délután és késő este félóránként, a nap más részében óránként közlekedett. Hétvégenként reggel és este kivételével minden 2. órában indult.
Pontos indulási idők itt.